# Força Aérea Tunisiana
A Força Aérea Tunisiana (em árabe: اجيش الطيران, em francês:  Armée de l'Air ) é um dos ramos das Forças Armadas da Tunísia.

## História
A Força Aérea da Tunísia foi criada em 1959, 3 anos depois da Tunísia conquistar sua independência da França. Em 1960, foram entregues suas primeiras aeronaves, i Saab 91 Safirs. A Força Aérea da Tunísia entrou na era do jato em 1965 com a compra de 8 MB326-B e depois 5 MB326-LT. Em 1969, o país recebeu 15 ex-USAF F-86F Sabre.
Entre 1974 e 1978, 12 SF.260 Warriors e 9 SF.260C foram entregues para o treinamento básico. Em 1977-78, 8 MB.326KT foram fornecidos para tarefas de ataque leve. Em 1981, a Tunísia encomendou 12 F-5 (8 F-5E e 4 F-5F), com as entregas ocorrendo entre 1984 e 1985.
Em seguida, foram adicionados mais 5 ex-USAF F-5E's do Alconbury Aggressor Squadron (em 1989). Em 1985, a Tunísia encomendou 2 Hércules C130-H. Em 1995, um grande pedido foi feito para Chéquia com 12 treinadores armados Aero L-59 e 3 transportes Let L-410 UVP encomendados. Em 1997, cinco C-130Bs excedentes foram entregues dos EUA. A Tunísia tem dois C-130J-30 encomendados para entrega em 2013 e 2014.
Existem 4 bases principais: Bizerte/Sidi Ahmed, Gafsa, Bizerte/La Karouba e Sfax.

## Organização
A ordem de batalha da Força Aérea da Tunísia é a seguinte: 

### Tunis-Laouina
36° 50′ 57″ N, 10° 14′ 51″ L
No. 12 Esquadrão
Esquadrão de transporte, Let L-410 Turbolet

### Bizerte-Sidi Ahmed
37° 14′ 58″ N, 9° 46′ 48″ L
No. 11 Esquadrão
Esquadrão de treinamento a jato, Aermacchi MB-326
No. 15 Esquadrão
Esquadrão de caça, Northrop F-5 Tiger
No. 21 Esquadrão
Esquadrão de transporte, C-130 Hercules, G-222

### Bizerte-La Karouba
37° 15′ 10″ N, 9° 47′ 40″ L
No. 31 Esquadrão
Esquadrão de helicópteros, Bell 205, UH-1 Iroquois
No. 32 Esquadrão
Esquadrão de helicópteros, Alouette II, Ecureuil
No. 33 Esquadrão
Esquadrão de helicópteros
No. 36 Esquadrão
Esquadrão de helicópteros

### Sfax-Thyna
34° 42′ 55″ N, 10° 41′ 47″ L
No. 13 Esquadrão
Utilitário leve e esquadrão de ligação, voando SF-260s
No. 14 Esquadrão
Utilitário leve e esquadrão de ligação, voando SF-260s
Não. ? Esquadrão
Esquadrão de helicópteros

### Gafsa
34° 25′ 04″ N, 8° 48′ 45″ L
No. 16 Esquadrão
Esquadrão de treinamento a jato, voando L-59s
No. 34 Esquadrão

## Aeronaves

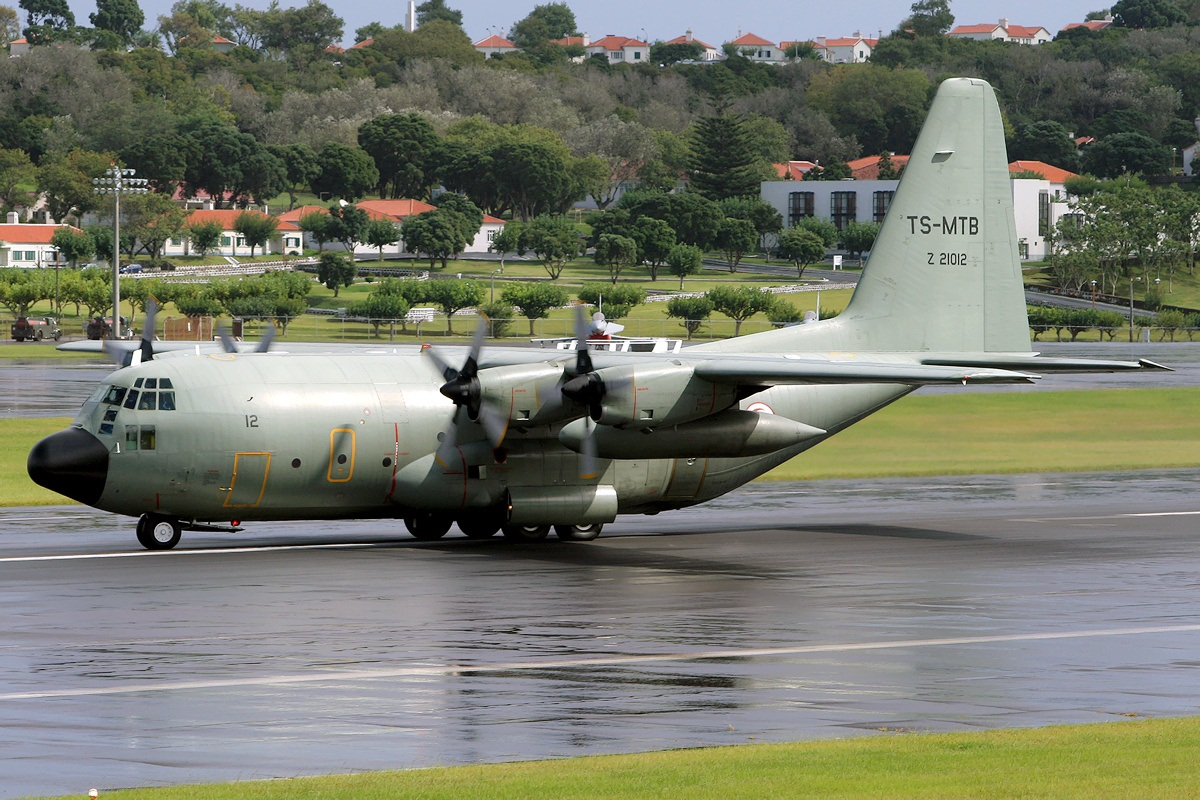
Um C-130 táxis na pista do Campo das Lajes, Portugal.

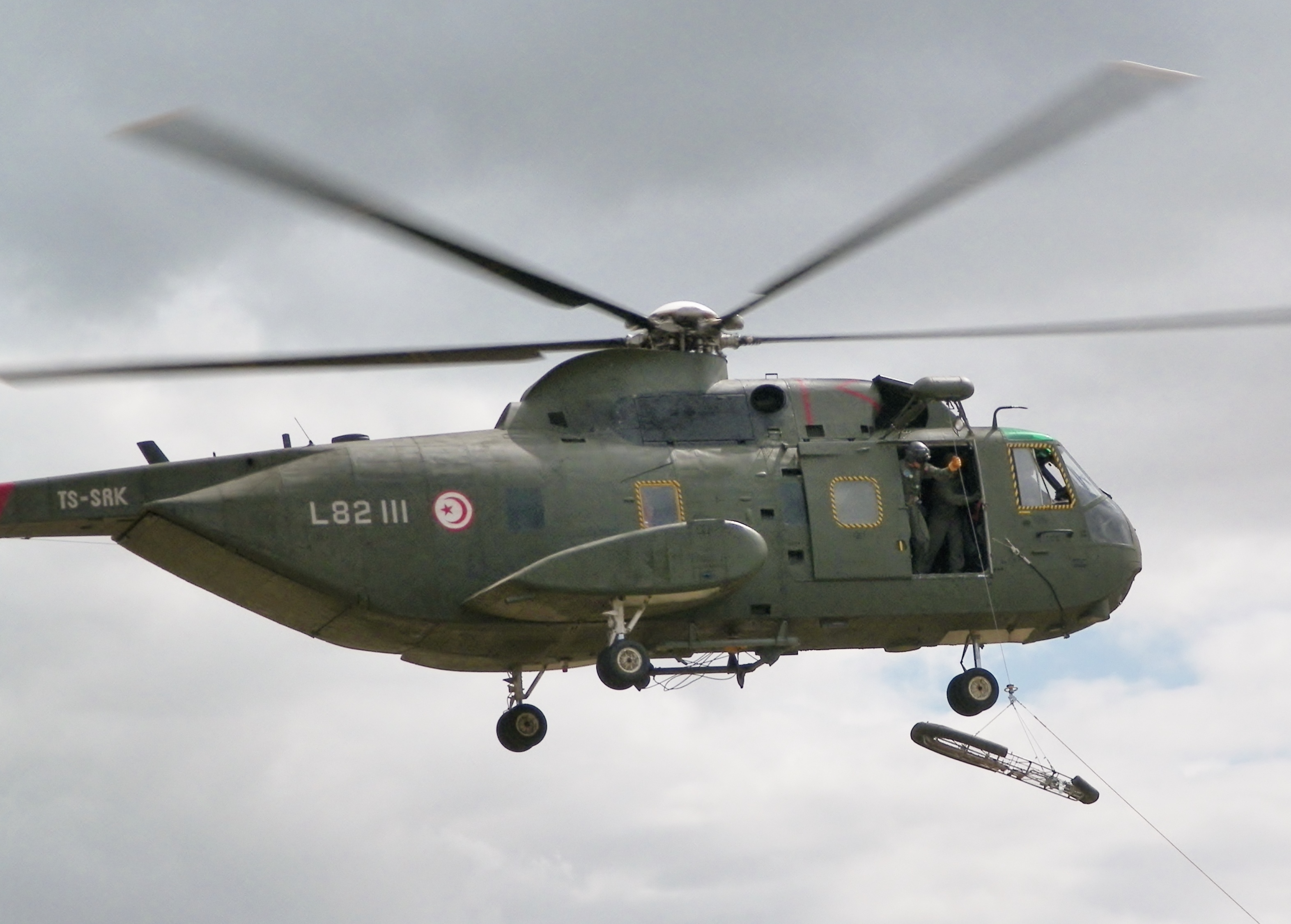
Um helicóptero HH-3 tunisiano participando de um exercício de resgate em Bizerte.

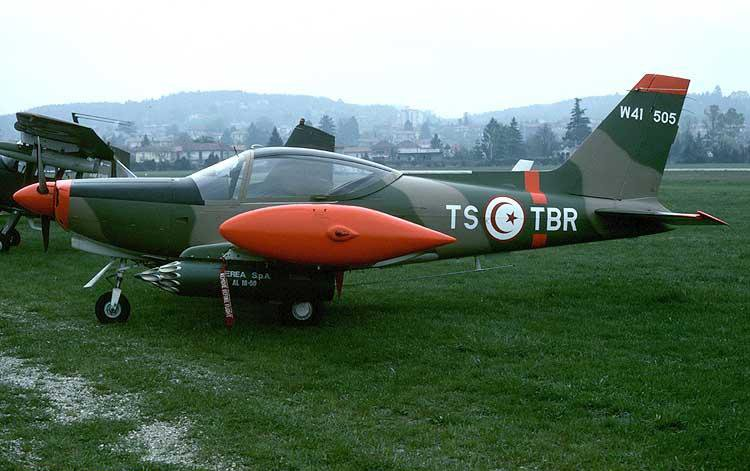
A SIAI-Marchetti SF.260

### Estoque atual
| Aeronave                | Origem           | Tipo                    | Variante              | Em serviço       | Notas                        |
| Aeronave militar        | Aeronave militar | Aeronave militar        | Aeronave militar      | Aeronave militar | Aeronave militar             |
| ----------------------- | ---------------- | ----------------------- | --------------------- | ---------------- | ---------------------------- |
| Northrop F-5            | Estados Unidos   | Caça                    | F-5E                  | 12               |                              |
| F-16 Fighting Falcon    | Estados Unidos   | mulfuncional            | F-16V                 |                  | 4-12 em ordem não confirmado |
| Transporte              |                  |                         |                       |                  |                              |
| Let L-410               | Chéquia          | utilidade               |                       | 5                |                              |
| C-130 Hercules          | Estados Unidos   | transporte/SAR          | C-130B/H              | 7                |                              |
| C-130J Super Hercules   | Estados Unidos   | Transporte aéreo tático |                       | 2                |                              |
| Cessna 208 Caravan      | Estados Unidos   | Ataque terrestre        | AC-208 Combat Caravan | 2-4              |                              |
| Super King Air          | Estados Unidos   | ISR                     | Model 360ER           |                  | 2 em ordem                   |
| Helicópteros            |                  |                         |                       |                  |                              |
| Bell 205                | Estados Unidos   | utilidade               |                       | 36               | 16 desses são UH-1H’s        |
| Bell 412                | Estados Unidos   | utilidade               |                       | 2                |                              |
| Bell OH-58              | Estados Unidos   | reconhecimento          | OH-58D                | 18               |                              |
| Alouette II             | França           | Ligação/iluminaria      |                       | 8                |                              |
| Alouette III            | França           | Ligação/utilidade       |                       | 8                |                              |
| Sikorsky HH-3           | Estados Unidos   | SAR/transporte          |                       | 15               |                              |
| Sikorsky UH-60          | Estados Unidos   | utilidsde               | Battlehawk kits       | 12               |                              |
| Eurocopter AS350        | França           | utilidade/ligação       |                       | 6                |                              |
| Avião de treinamento    |                  |                         |                       |                  |                              |
| Northrop F-5            | Estados Unidos   | Treino de conversão     | F-5F                  | 3                |                              |
| Aero L-39               | Chéquia          | Jato de treino          |                       | 9                |                              |
| Beechcraft T-6 Texan II | Estados Unidos   | Treino básico/ataque    |                       | 12+4             | Ordem                        |
| Aermacchi MB-326        | Itália           | Jato de treino          |                       | 10               |                              |
| SIAI-Marchetti SF.260   | Itália           | treinor                 |                       | 17               |                              |
| UAV                     |                  |                         |                       |                  |                              |
| TAI Anka                | Turquia          | UAV                     |                       | 6                | Ordem                        |
| MQ-1B Predator          | Estados Unidos   | Reconhecimento          |                       | 2-4              |                              |
| Camcopter S-100         | Áustria          | UAV                     |                       | 4-6              |                              |